# Ново-Іванівська волость (Павлоградський повіт)
Ново-Іванівська волость — адміністративно-територіальна одиниця Павлоградського повіту Катеринославської губернії.
Станом на 1886 рік — складалася з 11 поселень, 10 сільських громад. Населення — 2646 осіб (1437 осіб чоловічої статі та 1209 — жіночої), 500 дворових господарств.
|                     | Площа, десятин | У тому числі орної, десятин |
| ------------------- | -------------- | --------------------------- |
| Сільських громад    | 3116           | 2157                        |
| Приватної власності | 19717          | 4651                        |
| Іншої власності     | -              | -                           |
| Загалом             | 23003          | 6808                        |

Найбільші поселення волості:
- Ново-Іванівка (Майбородка) — село при вершині річки Мала Тернівка за 47 верст від повітового міста, 229 осіб, 54 двори, православна Церква, школа, лавка, 4 ярмарки. За 9 верст — 3 лавки. За 10 верст — залізнична станція Лозова-Севастопольська.
- Домаха (Варварівка) — село при балці Домаха, 517 осіб, 92 двори, школа, лавка.
- Миколаївка (Пототчина) — село при річці Мала Тернівка, 486 осіб, 76 дворів, школа, лавка.
- Ново-Олександрівка (Дубровщина) — село при балці Бузиноватій, 192 особи, 32 двори, паровий млин.
- Ново-Михайлівка (Литовщина) — село при балці Рябоконевій, 195 осіб, 36 дворів, цегельний завод.
- Федорівка (Квитчина, Шульцевка) — село при вершині річки Мала Тернівка, 302 особи, 66 дворів, цегельний завод.